# 10256 Vredevoogd
10256 Vredevoogd là một tiểu hành tinh vành đai chính với chu kỳ quỹ đạo là 1254.0976771 ngày (3.43 năm).
Nó được phát hiện ngày 16 tháng 10 năm 1977.